# Parcul Național Defileul Jiului
Parcul Național Defileul Jiului este o arie protejată de interes național ce corespunde categoriei a II-a IUCN (parc național), situată în sud-vestul țării, pe teritoriile județelor Gorj  și Hunedoara. 
În arealul parcului se află Mănăstirea Lainici, o mănăstire ortodoxă de călugări construită în anul 1817. Lăcașul de cult  poartă  hramul Intrarea în Biserică a Maicii Domnului.

## Localizare
Aria protejată se află în extremitatea sudică a județului Hunedoara (pe teritoriile administrative ale orașelor Aninoasa, Petroșani și Vulcan) și cea nordică a județului Gorj (pe teritoriul orașului Bumbești-Jiu și al comunei Schela) și este străbătută de drumul național DN66 care leagă municipiul Deva de orașul Filiași.

## Descriere
Parcul Național Defileul Jiului a fost declarat arie protejată în anul 2005, prin Hotărârea de Guvern Nr. 1581 din 8 decembrie
(privind regimul ariilor naturale protejate, conservarea habitatelor naturale, a florei și faunei sălbatice, aprobată cu modificări și completări prin Legea nr. 462/2001) și are o suprafață totală de 11.127 ha.
Parcul național se întinde în partea vestică a Carpaților Meridionali, între Munții Vâlcan (grupă muntoasă a Munților Retezat-Godeanu), la vest și Munții Parâng (ce aparțin grupei muntoase Parâng-Șureanu-Lotrului), la est; de-a lungul râului Jiu, între confluența Jiului de Est cu Jiul de Vest și confluența cu valea Sadului și reprezintă o zonă montană (cu stâncării, abrupturi calcaroase, vârfuri, grohotișuri, chei, cascade, ponoare, pajiști montane și păduri), în arealul căruia sunt incluse rezervațiile naturale: Sfinxul Lainicilor (formațiune geologică megalitică de forma unui sfinx) și Stâncile Rafailă (arie protejată de interes geologic și peisagistic, pe al cărei teritoriu se află mai multe formațiuni stâncoase alcătuite din roci metamorfice de structură șistoasă, cu inserții de cloritoid).
Aria naturală dispune de mai multe tipuri de habitate
(Păduri dacice de fag (Symphyto-Fagion), Păduri aluviale cu Alnus glutinosa și Fraxinus excelsior (Alno-Padion, Alnion incanae, Salicion albae), Păduri din Tilio-Acerion pe versanți abrupți, grohotișuri și ravene, Păduri de stejar cu carpen de tip Galio-Carpinetum, Păduri de fag de tip Luzulo-Fagetum, Păduri de fag de tip Asperulo-Fagetum, Păduri ilirice de stejar cu carpen (Erythronio-Carpiniori), Păduri acidofile de Picea abies din regiunea montană (Vaccinio-Piceetea), Comunități de lizieră cu ierburi înalte higrofile de la nivelul câmpiilor, până la cel montan și alpin, Izvoare petrifiante cu formare de travertin (Cratoneurion), Vegetație lemnoasă cu Salix eleagnos de-a lungul râurilor montane, Vegetație lemnoasă cu Myricaria germanica de-a lungul râurilor montane și Vegetație herbacee de pe malurile râurilor montane) ce adăpostesc o gamă diversă de floră și faună specifică lanțului carpatic al Meridionalilor.

## Floră și faună
Parcul este acoperit în proporție de peste 80% de păduri de fag (Fagus sylvatica) și gorun (Quercus petraea), în asociere cu carpen (Carpinus betulus) sau frasin (Fraxinus). Flora stratului ierbos are în componență peste 550 de specii cormofite și peste 140 de talofite (specii cu un singur tal, cu înmulțire prin spori). Fauna este bine reprezentată de mamifere, păsări, amfibieni, reptile, pești și insecte.
Parcul național se suprapune sitului de importanță comunitară - Defileul Jiului (sit SCI), la baza desemnării căruia aflându-se câteva specii faunistice și floristice enumerate în anexa I-a a Directivei Consiliului European 92/43/CE din 21 mai 1992 (privind conservarea habitatelor naturale și a speciilor de faună și floră sălbatică); printre care șapte specii de mamifere: ursul brun (Ursus arctos, râsul eurasiatic (Lynx lynx), vidra de râu (Lutra lutra), liliacul mare cu potcoavă (Rhinolophus ferrumequinum), liliacul comun (Myotis myotis), liliacul cu urechi de șoarece (Myotis blythii) și liliacul cu aripi lungi (Miniopterus schreibersi); doi amfibieni: ivorașul-cu-burta-galbenă (Bombina variegata) și  tritonul cu creastă (Triturus cristatus); patru specii de pești:  mreană vânătă (Barbus meridionalis), zglăvoacă (Cottus gobio), dunăriță (Sabanejewia aurata) și porcușorul de vad (Gobio uranoscopus); precum și opt specii de nevertebrate: gândacul sihastru (Osmoderma eremita), gândacul de apă (Rhysodes sulcatus), rădașca ( Lucanus cervus), croitorul mare al stejarului (Cerambyx cerdo), croitorul cenușiu al stejarului (Morimus funereus), croitorul alpin (Rosalia alpina), gândacul roșu (Cucujus cinnaberinus) și racul de ponoare (Austropotamobius torrentium).  

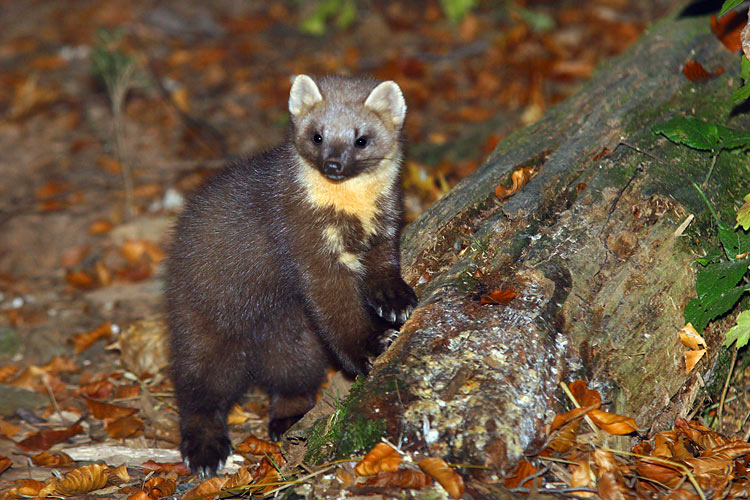
Jder de copac (Martes martes)

Alte specii faunistice (mamifere, reptile și amfibieni) semnalate în arealul sitului: capră neagră (Rupicapra rupicapra), cerb (Cervus elaphus), căprioară (Capreolus capreolus), pisică sălbatică (Felis silvestris), jder de copac (Martes martes), pârșul comun (Myoxus glis), pârșul de alun (Muscardinus avellanarius), șarpele de alun (Coronella austriaca), șarpele lui Esculap (Elaphe longissima), șopârlă de câmp (Lacerta agilis), gușter (Lacerta viridis), șarpele de apă (Natrix tessellata), șopârla de zid (Podarcis muralis), șarpele orb (Anguis fragilis), broască-roșie-de-munte (Rana temporaria), broasca-roșie-de-pădure (Rana dalmatina), broasca râioasă brună (Bufo bufo), tritonul de munte (Triturus alpestris) sau salamandra de foc (Salamandra salamandra). 
La nivelul ierburilor vegetează o plantă (aflată pe acceași anexă a Directivei Consiliului Europei - 92/43/CEE) din specia Tozzia carpathica, cunoscută sub denumirea populară de iarba-gâtului.

## Căi de acces
- Drumul european E79 pe ruta: Târgu Jiu - Bumbești Jiu.
- Drumul european E79 pe ruta: Deva - Simeria - Călan - Hațeg - Pui - Băița - Petroșani.

## Monumente și atracții turistice
În vecinătatea parcului se află numeroase obiective (lăcașuri de cult, monumente istorice, situri arheologice, arii naturale) de interes istoric, cultural și turistic; astfel:

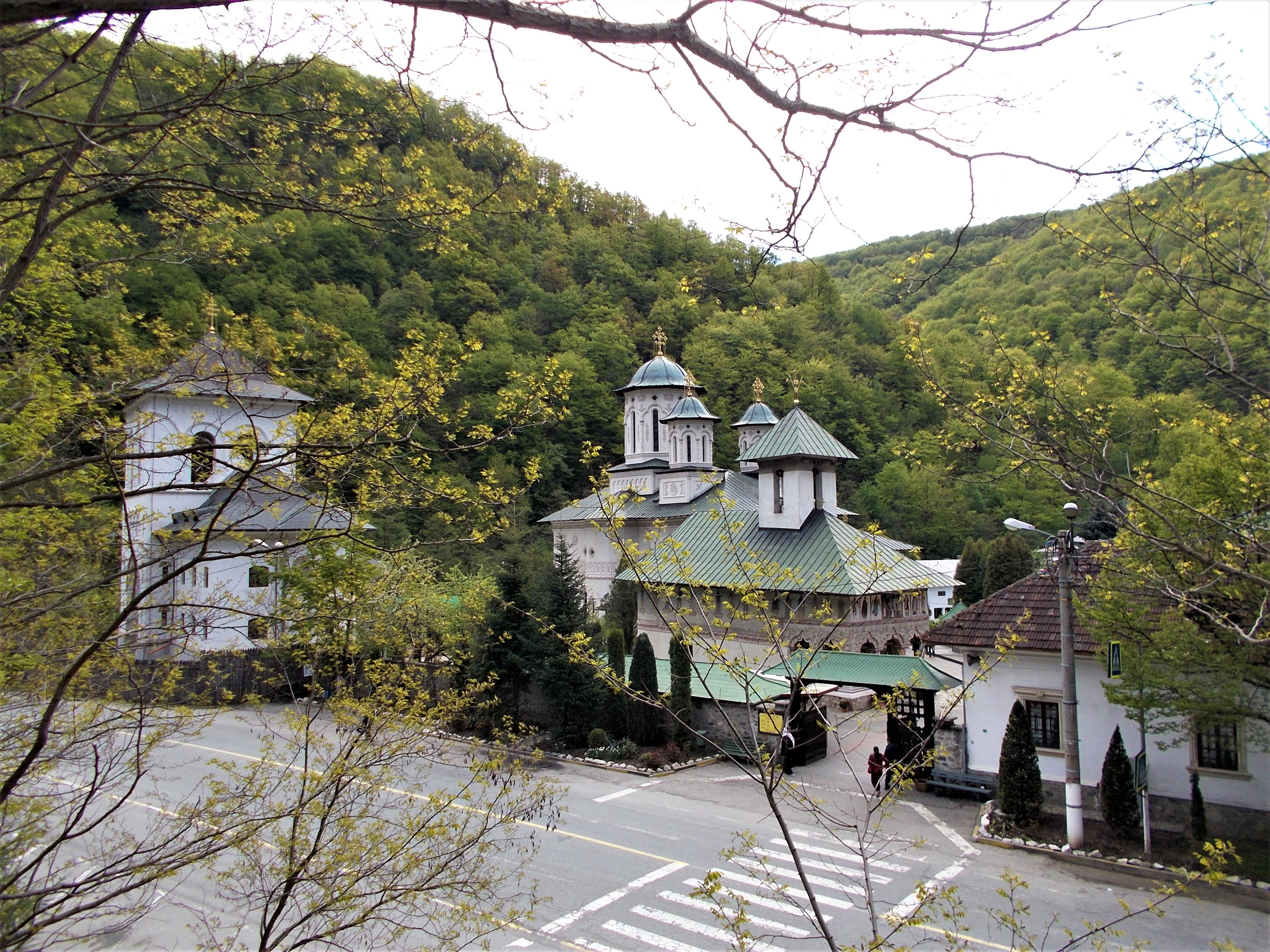
Mănăstirea Lainici

- Biserica de lemn "Sf. Arhangheli" (a "Sânonilor") din Petroșani, construcție secolul al XVIII-lea, monument istoric.
- Biserica de lemn "Sf. Nicolae" din Bumbești Jiu, construcție 1760, monument istoric.
- Biserica de lemn „Sfinții Voievozi”  din Pleșa (Bumbești Jiu), construcție 1706, monument istoric.
- Biserica "Intrarea în Biserică" a mănăstirii Lainici, construcție 1812-1827, monument istoric.
- Biserica "Schimbarea la Față" din Bumbești Jiu, construcție 1835, monument istoric.
- Biserica "Sf. Ioan Botezătorul" din Bumbești Jiu, construcție 1820, monument istoric.
- Biserica de lemn "Sf. Gheorghe" din Sâmbotin, construcție 1794, monument istoric.
- Biserica de lemn "Sf. Dumitru" din Schela, construcție 1781, monument istoric.
- Muzeul arhitecturii populare gorjenești din Bumbești Jiu.
- Cula Cornoiu din orașul Bumbești Jiu.
- Castrele romane Bumbești-Jiu (1), Bumbești-Jiu (2) și Bumbești-Jiu (3).
- Arii naturale protejate: Dealul Gornăcelu, Sfinxul Lainicilor și Stâncile Rafailă (monumente ale naturii), Piatra Crinului și Peștera Bolii, unde, în cea mai mare sală a grotei: Sala de concert și dans (cu o acustică deosebită), sunt organizate concerte muzicale.